# Эльфсберг, Александр Томасович
Эльфсберг Александр Томасович (Фомич) (1826—1903) — офицер Российского императорского флота, участник Крымской войны, Обороны Севастополя, Георгиевский кавалер, начальник Аянского порта, контр-адмирал.

## Биография
Александр Томасович Эльфсберг родился 6 января 1826 года в г. Улсоборг, Улеаборгской губернии, Великого Княжества Финляндского, Российской империи. Происходил из дворян Великого Княжества Финляндского.
Учился в Морском кадетском корпусе. 7 апреля 1843 года произведён в гардемарины. В 1843—1845 годах на фрегатах «Диана», «Паллада» и корабле «Арсис» крейсировал в Финском заливе. 1 августа 1845 года, после окончания Морского корпуса, произведён в мичманы и направлен на Балтийский флот. В 1846 году на корабле «Орёл» крейсировал у Дагерорда, в 1847 году на люггере «Петергоф» плавал по портам Финского залива. В 1848 году служил на корабле «Березина», затем до 1850 года на бриге «Улисс» крейсировал в Балтийском море. В 1850 году служил на винтовом фрегате «Архимед», после крушения фрегата 6 октября 1850 года на банке близ острова Борнгольм, на пароходофрегате «Смелый» был перевезён с командой в Кронштадт. 6 декабря 1850 года произведён в лейтенанты. В 1851 году на корвете «Князь Варшавский» крейсировал в Балтийском море, в 1852 году на бриге «Агамемнон» плавал по портам Финского залива, и потом переведён на Черноморский флот.
В 1853 году на транспорте «Дунай» плавал между Николаевом и Севастополем, после чего на линейном корабле «Три Святителя» крейсировал у восточного берега Чёрного моря, затем служил старшими офицером на фрегате «Сизополь», на котором плавал у кавказского берега и участвовал в бомбардировке укрепления Святого Николая, занятого турками. В 1854 году на том же фрегате был на севастопольском рейде.

### Участие в Крымской войне
11 сентября 1854 года фрегат «Сизополь» был затоплен у входа на рейд напротив Константиновской батареи. Лейтенант 4-го флотского экипажа Александр Эльфсберг с 13 сентября 1854 по 27 августа 1855 года состоял в гарнизоне Севастополя. Первоначально командовал 10-пушечной «батареей Титова» (№ 25) на правом фланге 5-го бастиона. За героизм, проявленный при отражении бомбардировки Севастополя в октябре 1854 года, был награждён орденом Святого Владимира 4-й степени с бантом и орденом Святой Анны 3-й степени с мечами, при отражении бомбардировки в марте-апреле 1855 года — Золотой саблей с надписью «За храбрость».

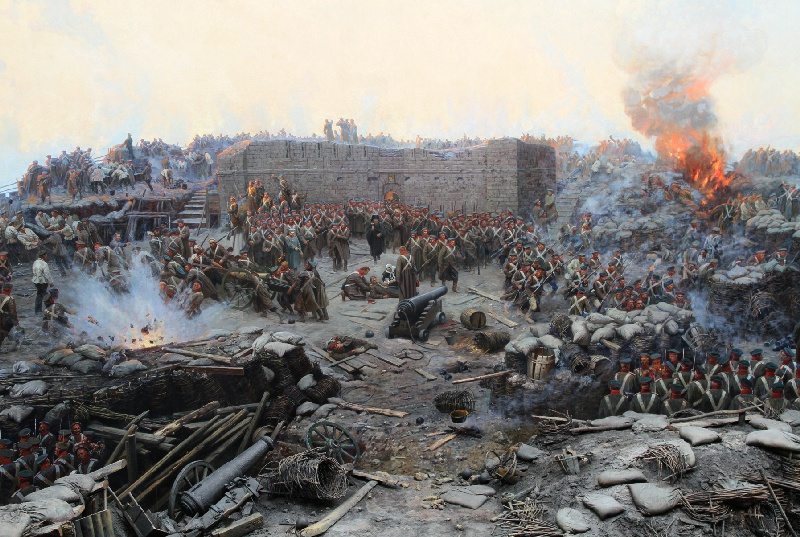
Оборона Севастополя (Франц Рубо)

10 мая 1855 года назначен командиром 6-го бастиона, вместо раненного лейтенанта А. С. Шумова. Вскоре сам был ранен и контужен в голову и ногу осколком бомбы, но отказался ложиться в госпиталь и находился в городе до последнего дня обороны. 10 сентября 1855 года Походная Дума Георгиевских кавалеров представила Эльфсберга к награждению орденом Святого Георгия 4-й степени. В представлении отмечалось: «Во время бомбардирования находился безотлучно на своем месте, личным примером хладнокровия и храбрости воодушевлял прислугу у орудий, неоднократно заставлял молчать во время последнего бомбардирования сосредоточенные противу его неприятельские батареи, числом орудий вдвое сильнейшие, из которых некоторые на сутки и более прекращали огонь». Высочайшим Указом от 16 ноября 1855 года был утверждён кавалером ордена Святого Георгия 4-й степени (№ 9621) «в воздаяние подвигов особенной храбрости, оказанных при обороне в последнее время Севастополя».
После Крымской войны служил на Балтике. С 1856 года командовал винтовой лодкой «Вьюга», плавал между Петербургом и Кронштадтом.
4 февраля 1858 года поступил на службу Российско-американскую компанию и берегом переехал в Аян, где исправлял должность начальника Аянского порта на Тихом океане. 8 сентября 1859 года произведён в капитан-лейтенанты, 1 января 1866 года — в капитаны 2 ранга. В 1866 году, после продажи Аляски и прекращения деятельности Российско-американской компании, значение порта упало и последний начальник Аянского порта А. Т. Эльфсберг приступил к сворачиванию деятельности РАК в порту Аян.
В январе 1867 года возвратился из Аяна в Кронштадт и назначен командиром клипера «Алмаз». 1 января 1869 года назначен командиром фрегата «Генерал-адмирал», но уже 25 января уволен «для службы на коммерческих судах». 1 января 1870 года произведён в капитаны 1 ранга, награждён орденом Святого Станислава 2-й степени и персидским орденом Льва и Солнца 2-й степени. В 1874 году награждён императорской короной к ордену Святого Станислава 2-й степени. 3 января 1877 года произведён в контр-адмиралы с увольнением от службы.
Умер Александр Томасович Эльфсберг 10 марта 1903 года в Санкт-Петербурге, похоронен на Никольском кладбище Александро-Невской лавры.

## Память
Имя Александра Томасовича Эльфсберга увековечено на мраморной плите в верхней церкви собора собора Святого Равноапостольного князя Владимира, где нанесены имена 72 офицеров Морского ведомства, кавалеров ордена Святого Георгия с доблестью защищавших Отечество в период Крымской войны 1853—1856 годов.